# Nampala
Nampala és una població de Mali, capital de la comuna (municipi) de Nampalari al cercle de Niono, regió de Ségou. Va esdevenir municipi rural el 1996. La població de la vila al cens de l'any 2001 era de 3.200 habitants.

## Història
La ciutat fou fundada vers 1881 per al-Hadjdj Bougouni, un cap musulmà peul procedent de Sokolo; un cosí seu es va establir al mateix temps a Akhor i en els anys següents serà el seu rival. En els següents anys es va expandir i diverses poblacions cap al sud van reconèixer la seva sobirania en un radi de 50 km. Després de la conquesta francesa de Ségou el 1890, el regne de Ségou fou dividit i es van formar dos regnes: Ségou i Sansanding. A la regió del Monimpé, que pertanyia a Sansanding, algunes poblacions es van sotmetre a Bougouni. Ahmadu Tall, abans rei de Ségou i ara a Macina, mantenia contactes constants amb el seu amic Bougoumi de Nampala que havia ajudat a Ahmadu a escapar dels francesos i l'havia permès arribar a Macina; Bogouni havia augmentat el seu prestigi; el desembre de 1891 Ahmadu li havia cedit un contingent de forces de Macina manades pel peul Oumarel; amb aquest suport les poblacions del Sansanding entre Sokolo i el Níger (al Monimpé) es van començar a agitar esdevenint de mica en mica més hostils; els seus guerrers es van armar i es van unir a les fores de d'Oumarei o Oumarel concentrades a Massabougou (o Nassabougou, a uns 30 km al nord-oest de Kukry, la capital de Monimpé). Així Oumarel va poder disposar de 3000 infants i els 400 cavallers d'al-Hadjdj Bougoumi i va decidir avançar per apoderar-se de Sansanding; va acampar a tres km al nord de la població. El rei Mademba Sy no disposava més que de 300 fusells i no li podia fer front, per lo qual es va tancar a la seva capital. El resident Briquelot (que ho era de Ségou i de Sansanding), li va enviar una columna de sofes (guerrers) de Ségou (1500 infants i 500 cavallers, abans servidors d'Ahmadu Tall) per ajudar a la defensa, i aquesta tropa es va fixar a Vatinguela, a 6 km a l'oest de Sansanding (12 de gener de 1892) fent un reconeixement fins a Massala on va derrotar a una partida de macinankes (gent de Macina). La situació va restar un temps aturada.
Els francesos van annexionar Nampala el 1893 i la van incorporar al cercle de Sokolo, junt amb Akhor. També la ciutat comercial de Dioura, a uns 60 km al sud-est de Nampala, que era independent tant de Nampala com abans de Ségou, es va sotmetre sense oposició.
El 20 de desembre de 2008 la guarnició militar de Nampala fou atacada pels tuaregs rebels d'Ibrahim Ag Bahanga. El 5 de gener de 2015, es va formar la Force de libération du Macina debutant aquest dia amb un atac a NampalaNampala est situé à la frontière avec la Mauritanie.